# Tommy Tricker und das Geheimnis der Briefmarken
Tommy Tricker und das Geheimnis der Briefmarken (Alternativtitel: Tommy Tricker und die Briefmarkenbande oder auch Tommy Tricker – Die phantastische Reise auf der Briefmarke, Originaltitel: Tommy Tricker and the Stamp Traveller) ist ein kanadischer Fantasy- und Abenteuerfilm für Kinder des Australischen Filmemachers Michael Rubbo aus dem Jahr 1988. Der Film ist der siebte Teil in der Reihe Tales for All von Kinderfilmen, die von Les Productions la Fête erstellt wurden.

## Filminhalt
Tommy Tricker ist ein dreister Schwindler. Der Schüler aus einer kleinen Provinz zieht andere Leute gerne über den Tisch und dreht ihnen gefälschte Briefmarken als Unikate an, die er mit einem angeblichen Fehldruck verkauft. Zu seinen Opfern wird schließlich auch sein Klassenkamerad Ralph. Bei dem Versuch, eine äußerst kostbare Briefmarke seines Vaters wiederzubekommen, die Tommy ihm abgeluchst hatte, stoßen Ralph und seine Schwester Nancy jedoch auf zwei geheimnisvolle Briefe. Sie erzählen von einer wertvollen Briefmarken-Sammlung, die in Australien versteckt sein soll und durch eine Zauberformel gefunden werden kann. Nach dieser muss sich ein Mensch auf Briefmarkengröße zusammenschrumpfen lassen und mittels eines Briefes zum Zielort schicken lassen. Ralph gelingt die Verwandlung und so nimmt er schließlich als Bildabdruck auf einer Briefmarke Platz. Tommy Tricker belauscht das Geheimnis und schickt Ralph kurzerhand nach China. Bis dieser dort Helfer gefunden hat, die ihn nach Australien versenden, hat sich Tommy Tricker dort den Schatz geschnappt, ist dabei jedoch in Gefangenschaft geraten. Nach verschiedenen abenteuerlichen Ereignissen trifft Ralph auf den inzwischen angeketteten Tommy. Er befreit ihn aus der Gefangenschaft und beide reisen als Freunde auf einer Briefmarke wieder zurück in die gemeinsame Heimat.

## Titelmusik
Für die Musik des Films verantwortlich war die kanadische Sängerin Kate McGarrigle sowie deren Schwestern Anne und Jane. McGarrigle konnte die Produzenten überzeugen, selbstgeschriebene Lieder ihrer beiden musikalisch begabten Kinder Rufus Wainwright (I’m a Runnin’) und Martha Wainwright (Tommy, Come Back) als Filmmusik zu platzieren. Beide Lieder entwickelten sich in Kanada, auch aufgrund des Films, zu einem Hit. Insbesondere für sein Lied I'm a Runnin’ wurde Rufus Wainwright 1989 für den Genie Award in der Kategorie Bester Originalsong nominiert.

## Kritiken
Der Filmdienst lobt den Film als: „Fantasievoller, überaus unterhaltender Kinderfilm, aus der Reihe ‚Tales for All‘, der seine abenteuerliche Geschichte mit viel Sinn für Humor erzählt und die Kinder zu Selbstvertrauen und zur Überwindung von Ängsten anregt.“ Die ARD hob hervor: „Der von jungen, unbekannten Darstellern gespielte Film ‚Die phantastische Reise auf der Briefmarke‘ erzählt eine spannende Geschichte mit abenteuerlichen und fantastischen Elementen.“ Blickpunkt:Film schreibt im Hinblick auf den Regisseur: „[…] Michael Rubbo, der dem Übersinnlichen wieder breiten Raum läßt und mit effektvollen Tricks und Verwandlungen aufwartet. Auf äußerst ungewöhnliche Weise gelingt es der Produktion, ein im Film selten behandeltes Thema, das Sammeln von Briefmarken, attraktiv aufzubereiten.“

## Fortsetzung
1994 erschien die Fortsetzung des Films Die Rückkehr von Tommy Tricker. In diesem Film wurden die Rollen des ersten Films durch neue Schauspieler besetzt.

## DVD
Seit dem 7. September 2012 ist der Film auch als DVD bei Atlas-Film erhältlich.